# Heinrich Bang
Heinrich Bang (* 9. April 1838 in Schlüchtern; † 10. Januar 1896) war Bürgermeister von Wesel und Mülheim an der Ruhr.
Im Jahr 1866 wurde Heinrich Bang zum Auditor der Garnison in Hofgeismar ernannt und später dem Kommandanturgericht in Wesel zugeteilt, wo er 1870 zum Bürgermeister der Stadt gewählt wurde.
Nach dem Tod des Mülheimer Bürgermeisters Karl Obertüschen wurde Bang zu dessen Nachfolger gewählt. Das zu Beginn seiner Amtszeit gute Einvernehmen mit der Bürgerschaft und den Stadtverordneten wich nach einigen Jahren schwerwiegender Differenzen. Eine Entschädigung von 10.000 Mark veranlasste ihn am 15. November 1878, sein Amt niederzulegen und sich als Rechtsanwalt in Ruhrort niederzulassen.
Der Orientalist und Anglist Willi Bang-Kaup war sein Sohn.